# 袁玉堃
袁玉堃（1917年—2004年），原名彭预升，男，四川成都人，中国川剧表演艺术家，曾任中国戏剧家协会理事。